# Valley City (North Dakota)
Valley City er en amerikansk by og administrativt centrum for det amerikanske county Barnes County i staten North Dakota. I 2000 havde byen et indbyggertal på 6.826.

## Ekstern henvisning
- Hjemmeside (engelsk) Arkiveret 28. september 2007 hos  Wayback Machine

46°55′29″N 98°00′20″V / 46.9247°N 98.0056°V